# Abomey
Abomey je mesto v Beninu. 
Nahaja se okoli 60 km od gvinejske obale, ob glavni cesti in železniški progi Cotonou-Parakou. Po izročilu so Abomey ustanovili leta 1625 kot glavno mesto države Jorubov in poznejšega kraljestva Dan-Home (Dahomej), ki se je vse do leta 1982 upiralo francoskemu prodiranju v notranjost. Znamentitost je palača abomeyskih kraljev, ki je dandanes muzej.